# Manca Pislak
Manca Pislak (* 9. September 1997 in Ljubljana) ist eine slowenische Tennisspielerin.

## Karriere
Pislak begann mit sieben Jahren das Tennisspielen und bevorzugt Sandplätze. Sie gewann während ihrer Karriere bisher drei Titel im Einzel und vier Titel im Doppel auf der ITF Women’s World Tennis Tour.
Bei den Australian Open 2015 erreichte sie im Juniorinneneinzel das Viertelfinale.
Bei den Mittelmeerspielen 2018 trat sie sowohl im Einzel als auch im Doppel an der Seite von Veronika Erjavec im Doppel an, schied aber in beiden Konkurrenzen bereits nach der ersten Runde aus.
Sie debütierte 2015 in der slowenischen Fed-Cup-Mannschaft, wo sie alle drei Doppel gewinnen konnte, in denen sie eingesetzt war.
In der deutschen Tennis-Bundesliga trat sie 2019 für den TC Ludwigshafen-Oppau in der 2. Liga an.

## Turniersiege

### Einzel
| Nr. | Datum            | Turnier    | Kategorie   | Belag   | Finalgegnerin    | Ergebnis      |
| --- | ---------------- | ---------- | ----------- | ------- | ---------------- | ------------- |
| 1.  | 6. August 2016   | Tarvisio   | ITF $10.000 | Sand    | Federica Bilardo | 6:1, 6:0      |
| 2.  | 21. Oktober 2018 | Cantanhede | ITF $15.000 | Teppich | Carole Monnet    | 6:2, 6:1      |
| 3.  | 28. April 2019   | Antalya    | ITF W15     | Sand    | Hanna Kubarawa   | 6:4, 2:6, 6:4 |

### Doppel
| Nr. | Datum            | Turnier    | Kategorie   | Belag   | Partnerin          | Finalgegnerinnen                    | Ergebnis          |
| --- | ---------------- | ---------- | ----------- | ------- | ------------------ | ----------------------------------- | ----------------- |
| 1.  | 2. Juli 2016     | Banja Luka | ITF $10.000 | Sand    | Barbara Kötelesová | Viktória Kužmová Julija Stamatowa   | 6:75, 6:4, [10:5] |
| 2.  | 21. Oktober 2018 | Cantanhede | ITF $15.000 | Teppich | Katharina Hering   | Francisca Jorge Anna Popescu        | 6:4, 2:6, [10:8]  |
| 3.  | 5. Mai 2019      | Antalya    | ITF W15     | Sand    | Vanda Lukács       | Jennifer Luikham Ramu Ueda          | 7:5, 5:7, [10:6]  |
| 4.  | 28. Mai 2022     | Krško      | ITF W15     | Sand    | Aneta Kučmová      | Wiktorija Borodulina Sashi Kempster | 6:1, 6:2          |